# ブラインド・ボーイズ・オブ・アラバマ

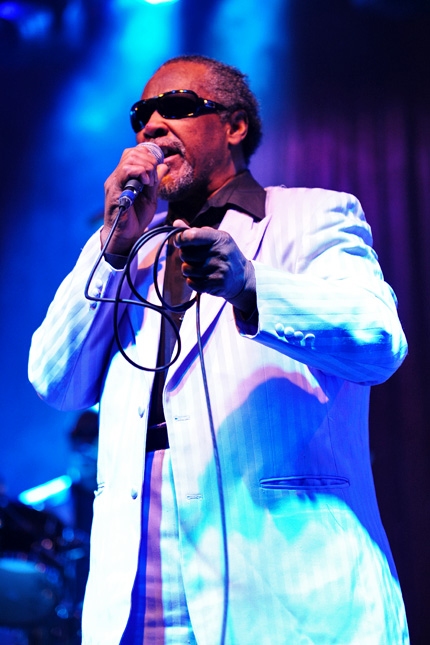
2011年西海岸ブルースとルーツのフェスティバルで歌うメンバー

ブラインド・ボーイズ・オブ・アラバマ（The Blind Boys of Alabama、元はファイブ・ブラインド・ボーイズ・オブ・アラバマ）は、グラミー賞を5回受賞しているアラバマ出身のゴスペル・グループ。

## 概要
1939年結成。以来、70年以上にわたりツアーやライブをこなし、数多くのディスコグラフィを形成している。
時代ごとに在籍メンバーの数は異なるが、現行メンバーは4名となっている。
創始メンバーのクラレンス・ファウンテンをはじめ、過去の在籍メンバーがたまにツアー参加することもある。
結成以来、観客を「スピリチュアルに元気づける」のを目的としている。
盲目のメンバーであったリッキー・マッキニーは「僕らの障害はハンデではない。何ができないか、じゃなくて、何をするかが問題だ。僕らは良いゴスペル音楽をやるよ」と発言している
。

## メンバー

### 現在のメンバー
- ジョーイ・ウィリアムズ (Joey Williams) - ボーカル、リード・ギター
- レヴァレンド・ジュリアス・ラヴ (Reverend Julius Love) - ボーカル
- JW・スミス (JW Smith) - ボーカル
- スターリング・グラス (Sterling Glass) - ボーカル

### 創設メンバー
- クラレンス・ファウンテン (Clarence Fountain、1929年11月28日–2018年6月3日) - ボーカル (1939年–2007年、2017年–2018年)
- ジョージ・スコット (George Scott、1929年–2005年) - ボーカル (1939年–2005年)
- ヴェル・ボズマン・トレイラー (Vel Bozman Traylor、1923年–1947年) - ボーカル (1939年–1947年)
- ジョニー・フィールズ (Johnny Fields、1927年–2009年) - ボーカル (1939年–?)
- オリース・トーマス (Olice Thomas、1926年–死去年不明) - ボーカル (1939年–?)
- レヴァレンド・J・T・ハットン (J. T. Hutton、1924年–2012年7月27日) - ボーカル (1939年–?) ※唯一の盲目ではない創設メンバー

### その他の旧メンバー
- ジミー・カーター (Jimmy Carter、1932年生) - ボーカル (1982年–2023年)
- ビショップ・ビリー・バワーズ (Bishop Billy Bowers、1942年–2013年7月2日) - ボーカル (1968年–2011年)
- ケイレブ・バトラー (Caleb "Bobby" Butler) - ボーカル、ベース (1979年–2008年) ※盲目ではない
- サミュエル・バトラー・ジュニア (Samuel Butler Jr.) - ボーカル、リズム・ギター、ソングライター、アレンジャー (1972年–1994年)
- ベン・ムーア (Ben Moore、1941年8月7日–2022年5月12日) - ボーカル (2006年–2022年)
- ポール・ビーズリー (Paul Beasley、1944年12月11日–2023年3月13日) - ボーカル (2013年–2023年)
- ロスコー・ロビンソン (Roscoe Robinson) - ボーカル
- チャールズ・ポーター (Charles Porter) - ボーカル
- ドワイト・フィールズ (Dwight Fields) - ボーカル
- リッキー・マッキニー (Ricky McKinnie、1952年生) - ボーカル、パーカッション (1990年–2024年)

## ディスコグラフィ

### アルバム
- I Can See Everybody's Mother But Mine (1949年、Coleman)
- Sweet Honey in the Rocks (1950年、Palda)
- Livin' On Mother's Prayers (1950年、Palda)
- Come Over Here The Table Spread (1950年、Palda)
- The Sermon (1953年)
- When I Lost My Mother (1953年、Specialty)
- Marching Up To Zion (1954年、Specialty)
- Oh Lord, Stand By Me (1954年、Specialty)
- My Mother's Train (1958年、Vee-Jay)
- God is On the Throne (1959年、Savoy)
- 『ザ・ゴスペル・サウンド・オブ・サヴォイ』 - The Original Blind Boys (1959年、Savoy)
- (1957) You'll Never Walk Alone (1963年、HOB)
- Old Time Religion (1963年、HOB)
- True Convictions (1963年、HOB)
- Can I Get a Witness? (1965年、HOB)
- Church Concert in New Orleans (Live) (1967年、HOB)
- Fix it Jesus Like You Said You Would (1969年、Keen)
- Jesus Will Be Waiting (1969年)
- In the Gospel Light (1970年)
- The Five Blind Boys From Alabama (1970年)
- The Soul of Clarence Fountain (1970年)
- Best of Five Blind Boys of Alabama (1973年)
- Precious Memories (1974年)
- There's a God Somewhere (1974年、ABC)
- The Soldier Album (1978年、PIR)
- Faith Moves Mountains (1981年、Messiah)
- I'm a Soldier in the Army of the Lord (1982年)
- In the Hands of the Lord (1987年)
- I'm a Changed Man (1989年、Wajji)
- The Five Blind Boys of Alabama (1989年)
- Brand New (1990年、Wajji)
- I'm Not That Way Anymore (1990年、Atlanta International)
- I am a Soldier (1991年)
- Oh Lord, Stand By Me / Marching Up to Zion (1991年)
- 『ザ・ベスト・オブ・ファイヴ・ブラインド・ボーイズ・オブ・アラバマ』 - The Best of the Five Blind Boys (1991年)
- 『ディープ・リヴァー』 - Deep River (1992年、Elektra/Nonesuch) ※ザ・ファイヴ・ブラインド・ボーイズ・オブ・アラバマ フィーチャリング・クラレンス・ファウンテン名義
- Bridge Over Troubled Waters (1993年)
- Alive in Person (1994年)
- Blessed Assurance (1994年)
- Don't Forget To Pray (1994年)
- In the Gospel Light (1994年)
- Soul Gospel (1994年)
- Swing Low, Sweet Chariot (1994年)
- 1948–51 (1995年)
- 『アイ・ブロウト・ヒム・ウィズ・ミー』 - I Brought Him With Me (1995年、House of Blues Music Company)
- All Things Are Possible (1996年)
- Golden Moments in Gospel (1996年)
- Holdin' On (1997年、House of Blues Music Company)
- Have Faith: The Very Best of the Five Blind Boys of Alabama (1998年)
- Best of Clarence Fountain and the Five Blind Boys of Alabama (1999年)
- Hallelujah: A Collection of Their Finest (1999年)
- My Lord What a Morning (2000年)
- Spirit of the Century (2001年、Real World)
- Higher Ground (2002年、Real World)
- Amazing Grace (2003年)
- 『ゴー・テル・イット・オン・ザ・マウンテン』 - Go Tell It on the Mountain (2003年、Real World)
- 『ゼア・ウィル・ビー・ア・ライト』 - There Will Be a Light (2004年、Virgin) ※with ベン・ハーパー
- 『ライヴ・アット・ジ・アポロ』 - Live at the Apollo (2005年) ※with ベン・ハーパー
- 『アトム・ボム』 - Atom Bomb (2005年、Real World)
- Just a Closer Walk with Thee (2006年) ※1963年–1965年のコンピレーション
- Down in New Orleans (2008年、Time Life)
- Enlightenment (2009年、The Great American Music Co.)
- 『デュエッツ』 - Duets (2009年、Saguaro Road) ※他のアーティストとのデュエットのコンピレーション
- Take the High Road (2011年、Saguaro Road)
- I'll Find a Way (2013年、Sony Masterworks)
- Talkin' Christmas! (2014年、Sony Masterworks) ※with タジ・マハール
- Almost Home (2017年、BBOA/Single Lock)
- Work To Do (2019年、BMG) ※with マーク・コーン
- I Wish I Knew How It Would Feel to Be Free (2021年、Single Lock) ※with ベラ・フレック
- Echoes Of The South (2023年、Single Lock)

### 参加アルバム
- ピーター・ガブリエル : 『UP』 - Up (2002年) ※「Sky Blue」に参加
- Various Artists : Lifted: Songs of the Spirit (2002年) ※「Freedom Road」に参加
- Various Artists : WYEP Live and Direct: Volume 4 – On Air Performances (2002年) ※「Amazing Grace」に参加
- ソロモン・バーク : 『ドント・ギヴ・アップ・オン・ミー』 - Don't Give Up on Me (2002年) ※「None of Us Are Free」に参加
- 『ブラザー・ベア オリジナル・サウンドトラック』 - Brother Bear: An Original Walt Disney Records Soundtrack (2003年) ※「Welcome」に参加 with フィル・コリンズ、オーレン・ウォーターズ
- ジャーズ・オブ・クレイ : Redemption Songs (2005年) ※「Nothing But The Blood」に参加
- Various Artists : Song of America (2007年) ※「Let Us Break Bread Together」に参加
- Various Artists : Songs from a Stolen Spring (2014年) ※「Freedom」に参加
- Various Artists : 『ザ・ソングス・オブ・ブラインド・ウィリー・ジョンスン』 - God Don't Never Change: The Songs of Blind Willie Johnson (2016年) ※「Mother's Children Have a Hard Time」に参加

## 受賞歴
- 1994年 『Deep River』 グラミー賞・ベスト・トラディショナル・ソウル・ゴスペル・アルバム ノミネート
- 2002年 『Spirit of the Century』 グラミー賞・ベスト・トラディショナル・ソウル・ゴスペル・アルバム受賞
- 2003年 『Higher Ground』 グラミー賞・ベスト・トラディショナル・ソウル・ゴスペル・アルバム受賞
- 2003年 『Higher Ground』 トラディショナル・ゴスペル・アルバム・オブ・ザ・イヤー ダブ賞受賞
- 2004年 『Go Tell It on the Mountain』 グラミー賞・ベスト・トラディショナル・ソウル・ゴスペル・アルバム受賞
- 2005年 『There Will Be a Light』 グラミー賞・ベスト・トラディショナル・ソウル・ゴスペル・アルバム受賞
- 2006年 『Atom Bomb』 トラディショナル・ゴスペル・アルバム・オブ・ザ・イヤー ダブ賞受賞
- 2009年 『Down in New Orleans』 トラディショナル・ゴスペル・アルバム・オブ・ザ・イヤー ダブ賞受賞
- 2009年 「Free At Last」 トラディショナル・ゴスペル・レコーディング・ソング・オブ・ザ・イヤー ダブ賞受賞
- 2009年 『Down in New Orleans』 グラミー賞・ベスト・トラディショナル・ゴスペル・アルバム受賞
- 2009年 ブラインド・ボーイズ・オブ・アラバマ グラミー賞・生涯業績賞受賞
- 2016年 『God Don't Never Change: The Songs of Blind Willie Johnson』 グラミー賞・ベスト・ルーツ・ゴスペル・アルバム ノミネート
- 2016年 『God Don't Never Change: The Songs of Blind Willie Johnson』より「Mother's Children Have a Hard Time」 グラミー賞・ベスト・アメリカン・ルーツ・パフォーマンス ノミネート
- 2017年 『Almost Home』より「Let My Mother Live」 グラミー賞・ベスト・アメリカン・ルーツ・パフォーマンス ノミネート
- 2021年 「I Wish I Knew How It Would Feel to Be Free」（with ベラ・フレック） グラミー賞・ベスト・アメリカン・ルーツ・パフォーマンス ノミネート
- 2022年 「The Message」（with ブラック・ヴァイオリン） グラミー賞・ベスト・アメリカーナ・パフォーマンス ノミネート
- 2023年 『Echoes of the South』 グラミー賞・ベスト・ルーツ・ゴスペル・アルバム受賞
- 2023年 「Heaven Help Us All」 グラミー賞・ベスト・アメリカン・ルーツ・パフォーマンス ノミネート
- 2023年 「Friendship」 グラミー賞・ベスト・アメリカーナ・パフォーマンス ノミネート

## その他の受賞歴
- 1994年 ナショナル・ヘリテージ・フェローシップ - アメリカ国立芸術基金
- 2003年 殿堂入り - ゴスペル音楽の殿堂
- 2005年 ヘレン・ケラー個人功績賞 - アメリカ盲人財団
- 2005年 生存者のためのファースト・ニアルコス賞 - 地雷生存者ネットワーク代表・ヨルダン王妃ヌール
- 2010年 殿堂入り - アラバマ音楽の殿堂

## 参考
- 2008 AP News Profile
- Stambler, Irwin & Lyndon. (2001) Folk & Blues:The Encyclopedia, 3rd Edition. New York. St. Martin's Press. 40-41. ISBN 0-312-20057-9
- Interview with Ricky McKinnie by Alicia Carson
- Harmony in concert Singing group Blind Boys of Alabama honors Dr. Martin Luther King Jr. - chronicleonline
- Year of Alabama Music: Blind Boys of Alabama (video)
- 10 Things: The Blind Boys of Alabama - Jackson Free Press